# Bad Boll

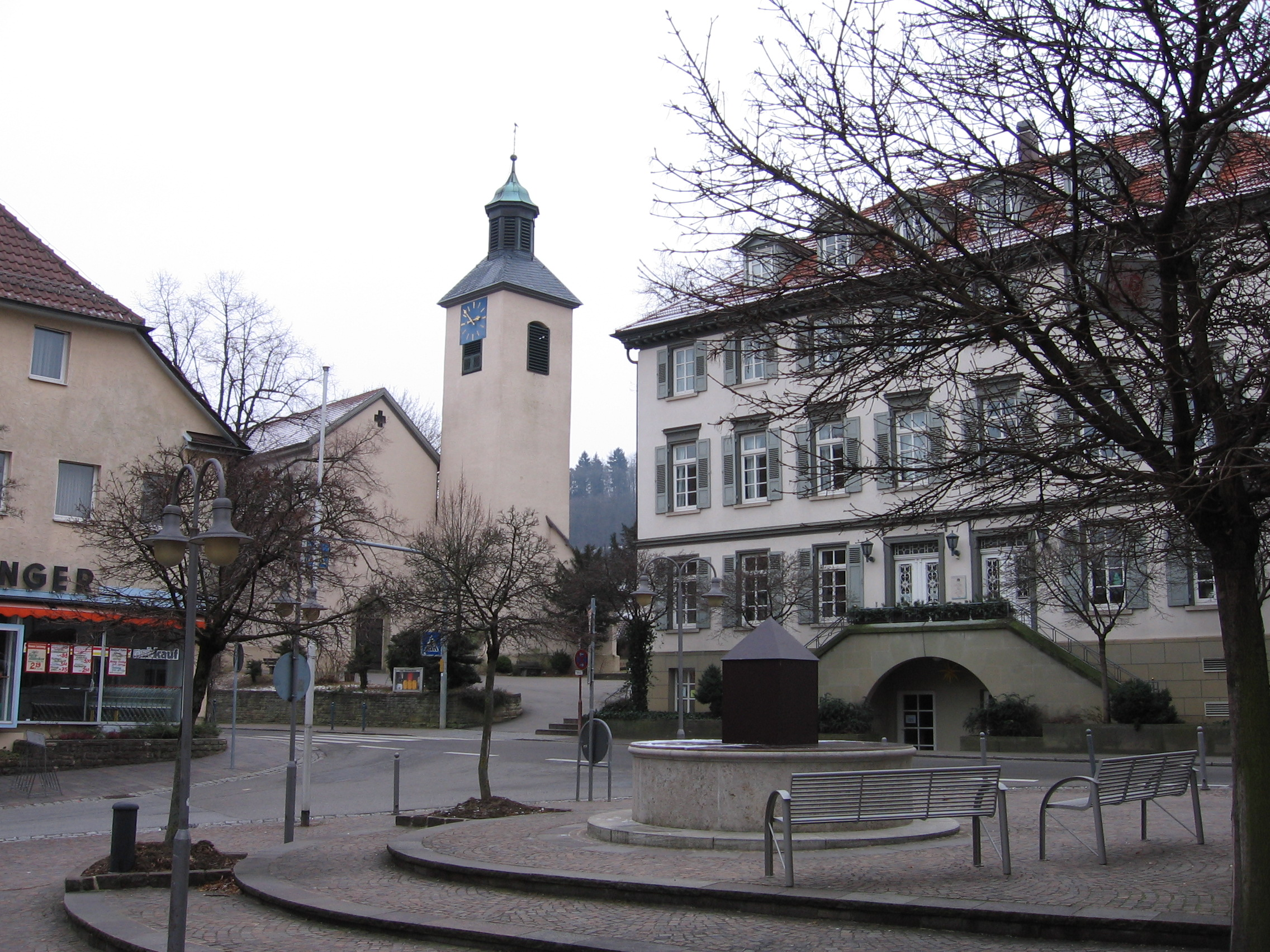
Die Boller Ortsmitte mit der Kirche St. Cyriakus und der alten Schule

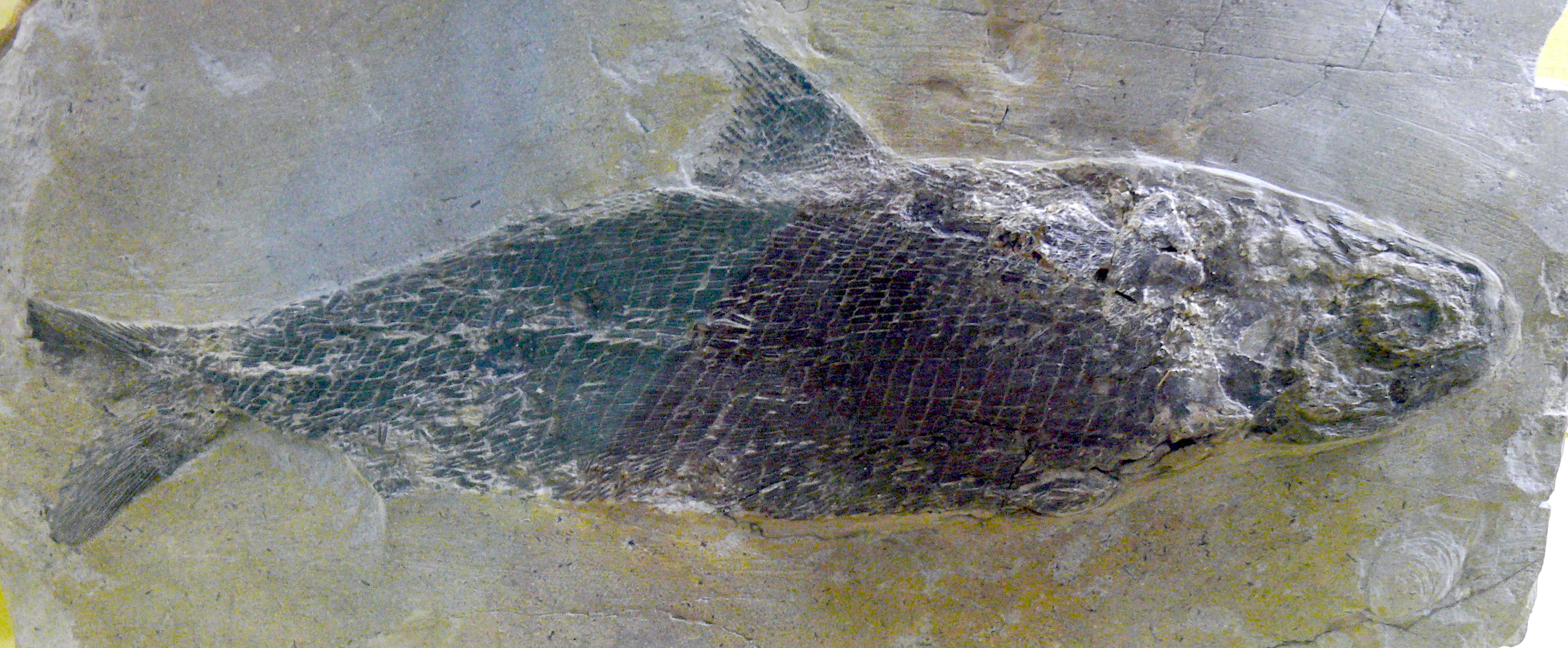
Fossiler Fisch Ptycholepis bollensis

Bad Boll (bis 2007 Boll) ist eine Gemeinde im Landkreis Göppingen in Baden-Württemberg. Sie gehört zur Region Stuttgart (bis 1992 Region Mittlerer Neckar) und zur Randzone der europäischen Metropolregion Stuttgart.

## Geographie

### Geographische Lage
Bad Boll liegt am Nordrand der Schwäbischen Alb rund zehn Kilometer südlich von Göppingen zwischen den Gemeinden Aichelberg, Dürnau, Gruibingen und Zell u. A. Im Südosten von Bad Boll liegt der zur Gemarkung Gruibingen gehörende Kornberg (779 m ü. NN). Mit Gruibingen teilt die Gemeinde das südlich liegende ca. 122 ha große Naturschutzgebiet Teufelsloch-Kaltenwang. Südlich der Gemeinde liegt die Höhenwiese Boller Heide, ein beliebtes Ausflugsziel.

### Geologie

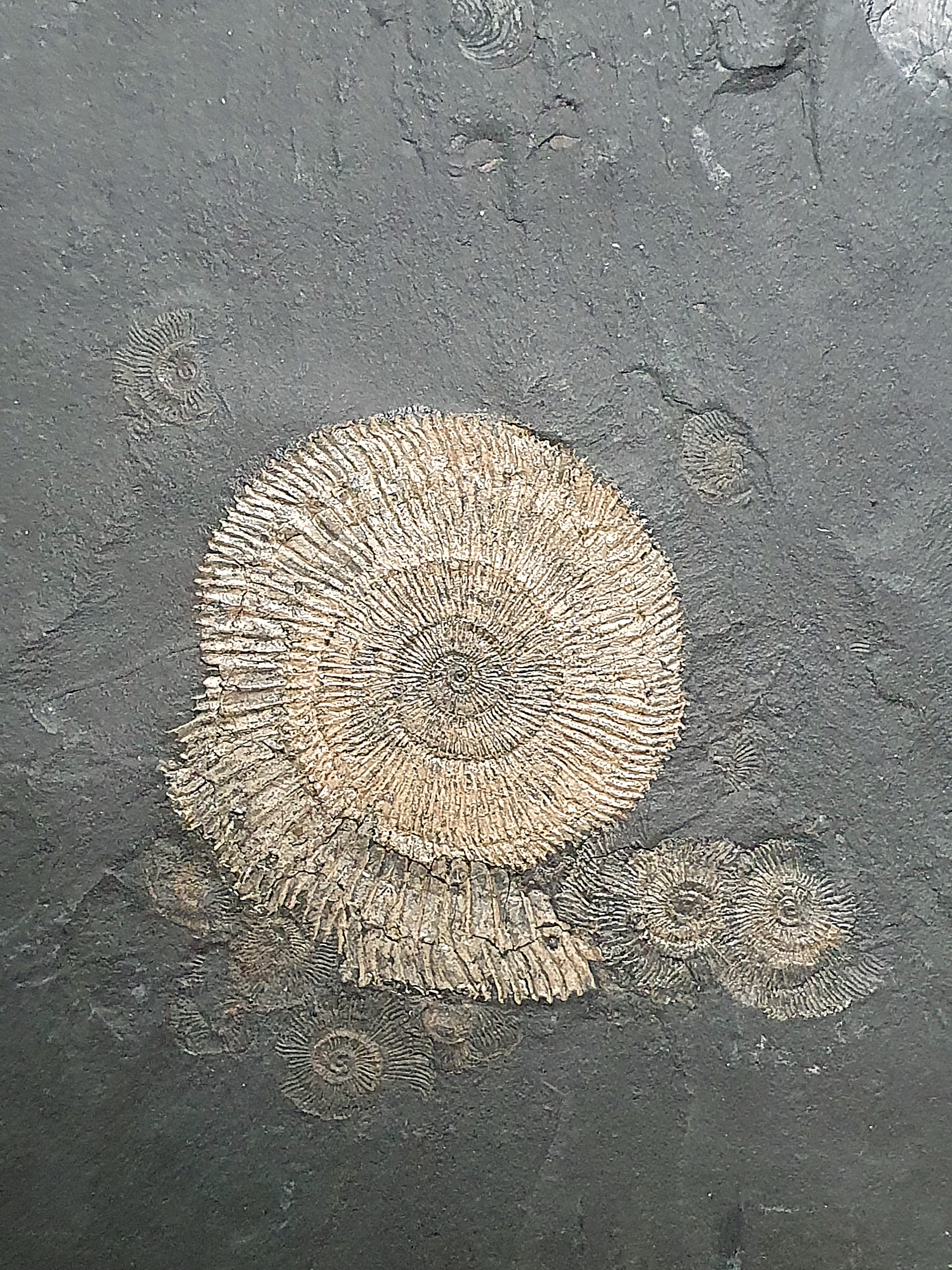
Peronoceras fibulatum (Oberster Wilder Schiefer; Bad Boll). Die Ammonitenart ist fast nur aus der Umgebung von Bad Boll bekannt und wurde von Quenstedt Ammonites bollensis genannt.

Am Fuße der Schwäbischen Alb liegt Bad Boll im Bereich des Schwarzen Juras, speziell des Posidonienschiefers. Die Gegend zwischen Holzmaden und Boll bildet eines der fossilienreichsten Gebiete dieser Schicht des Juras. So wurde z. B. der erste Fischsaurier 1749 dort gefunden. Viele Fossilien, die in Bad Boll entdeckt wurden, tragen den Zusatz bollensis. Beispiele davon sind z. B. im Urwelt-Museum Hauff in Holzmaden oder im Museum am Löwentor in Stuttgart zu sehen. Die Gemeinde ist Teil des 1979 gebildeten Grabungsschutzgebiets Holzmaden. Höher gelegene Gebiete des Gemarkungsgebiets liegen im Bereich des Unteren Braunen Juras.
Im Bereich des Ortsteils Bad Boll befinden sich gesundheitsfördernde Schwefelthermalquellen.

### Gemeindegliederung
Bad Boll besteht aus den beiden Ortsteilen Boll mit Bad Boll und Eckwälden. Letzterer Ort wurde 1933 eingemeindet. Die offizielle Benennung der Ortsteile erfolgt durch vorangestellten Namen der Gemeinde und durch Bindestrich verbunden nachgestellt der Name der Ortsteile. Gelegentlich wird noch der mit dem Hauptort verschmolzene, nicht offizielle Ortsteil Sehningen unterschieden. Die Gesamtgemeinde trug bis 31. Mai 2007 den Namen Boll. Nach Zustimmung des baden-württembergischen Ministerrates führt die Gemeinde seit dem 1. Juni 2007 offiziell die Bezeichnung „Bad Boll“.
Zusammen mit den Gemeinden Aichelberg, Dürnau, Gammelshausen, Hattenhofen und Zell u. A. bildet Bad Boll seit 1970 den Gemeindeverwaltungsverband Raum Bad Boll.

### Flächenaufteilung
Nach Daten des Statistischen Landesamtes, Stand 2014.

## Geschichte

### Frühe Geschichte
Die erste urkundliche Erwähnung der Propstei durch Kaiser Friedrich I. Barbarossa datiert auf das Jahr 1155.
Die ersten menschlichen Spuren stammen aus der Zeit keltischer Besiedelung (ca. 700–200 v. Chr.) in Form einer Anlage (vermutlich einer Fliehburg) im Bereich Bertaburg auf dem Kornberg. Spuren römischer Besiedelung in Form eines Gutes wurden durch Scherbenfunde im Bereich des Ortsteils Bad Boll nachgewiesen. Nach dem Fall des Limes im dritten Jahrhundert wurde die Gegend durch Alemannen besiedelt und der heutige Ortsteil Sehningen gegründet.
Vermutlich um 800 n. Chr. wurde eine erste Kirche gebaut, deren Spuren in Form der Krypta der heutigen Stiftskirche zu finden sind. In der ersten Hälfte des 12. Jahrhunderts soll Berta von Boll, die ihren Witwensitz auf der Bertaburg gehabt haben soll, eine Propstei gestiftet haben, die 1155 urkundlich erwähnt wurde. In diesem Zusammenhang wurde die Stiftskirche St. Cyriakus auf der vorigen Kirche erbaut. Die Territorialgewalt konzentrierte sich nach dem Niedergang des Herzogtums Schwaben im späten Mittelalter für die Gegend um Boll zunächst noch bei den Herzögen von Teck. Seit 1321 übten jedoch die Grafen von Württemberg die Landesherrschaft und die hohe Gerichtsbarkeit aus. Die Grundherrschaft blieb bis zur Reformation weitgehend beim Stift Boll und kam dann ebenfalls an Württemberg. Ab 1332 erscheint Graf Ulrich von Württemberg († 1348) dort als Stiftspropst.
Ulrich von Württemberg führte 1534 in seinem Herzogtum die Reformation durch, so dass Boll seither evangelisch geprägt war. Die Gemeinde war dem Amt Göppingen unterstellt.
1595 wurden die Schwefel- und Thermalquellen im Bereich des Ortsteils Bad Boll gefunden. 1596 wurde das heutige Kurhaus in seiner ersten Form von Heinrich Schickhardt erbaut.

### 19. und 20. Jahrhundert
Bei der Neugliederung des jungen Königreichs Württemberg am Anfang des 19. Jahrhunderts blieb die Zugehörigkeit von Boll zum Oberamt Göppingen bestehen.
Von 1823 bis 1825 wurde das Kurhaus in seine heutige Form umgebaut.
Bei der Kreisreform während der NS-Zeit in Württemberg gelangte die Gemeinde 1938 zum neuen Landkreis Göppingen. Von 1945 bis 1952 gehörte Boll zum Land Württemberg-Baden, das 1945 in der Amerikanischen Besatzungszone gegründet worden war.
Im Jahr 1945 wurde als erste kirchliche Akademie in Deutschland die Evangelische Akademie Bad Boll gegründet.
1952 kam die Gemeinde zum neuen Bundesland Baden-Württemberg.

### Historische Ansichten

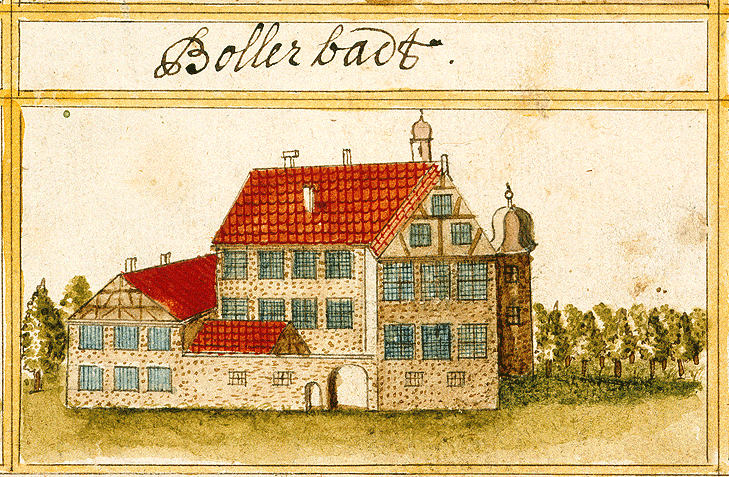
Bad Boll 1683 im Forstlagerbuch von Andreas Kieser
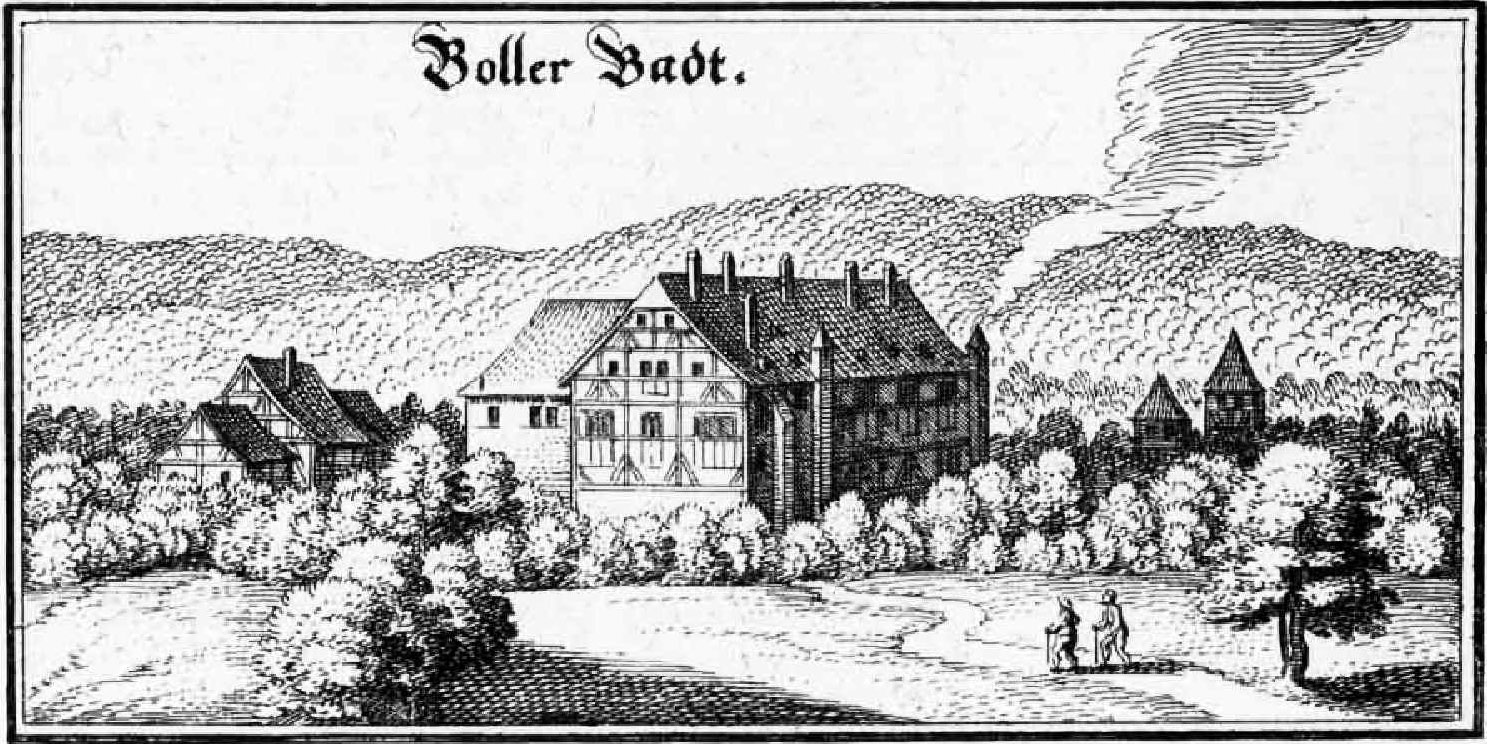
Das Boller Bad im 17. Jahrhundert, Kupferstich von Matthäus Merian
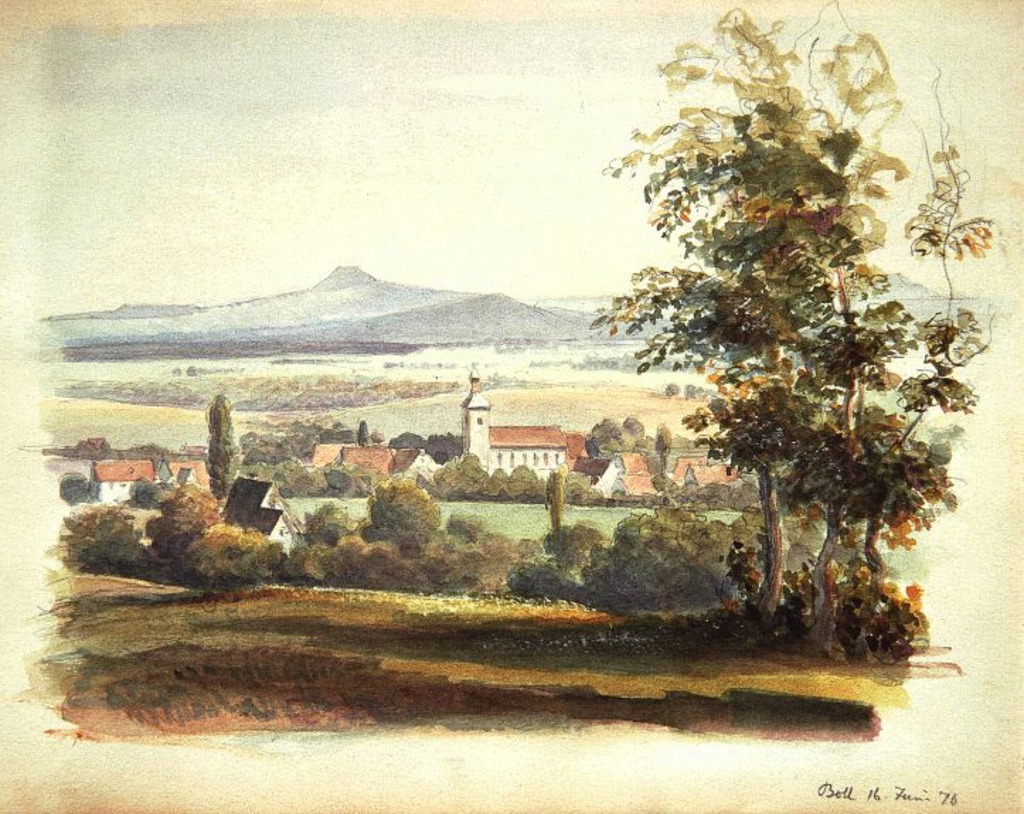
Boll, Aquarell von General Eduard von Kallee
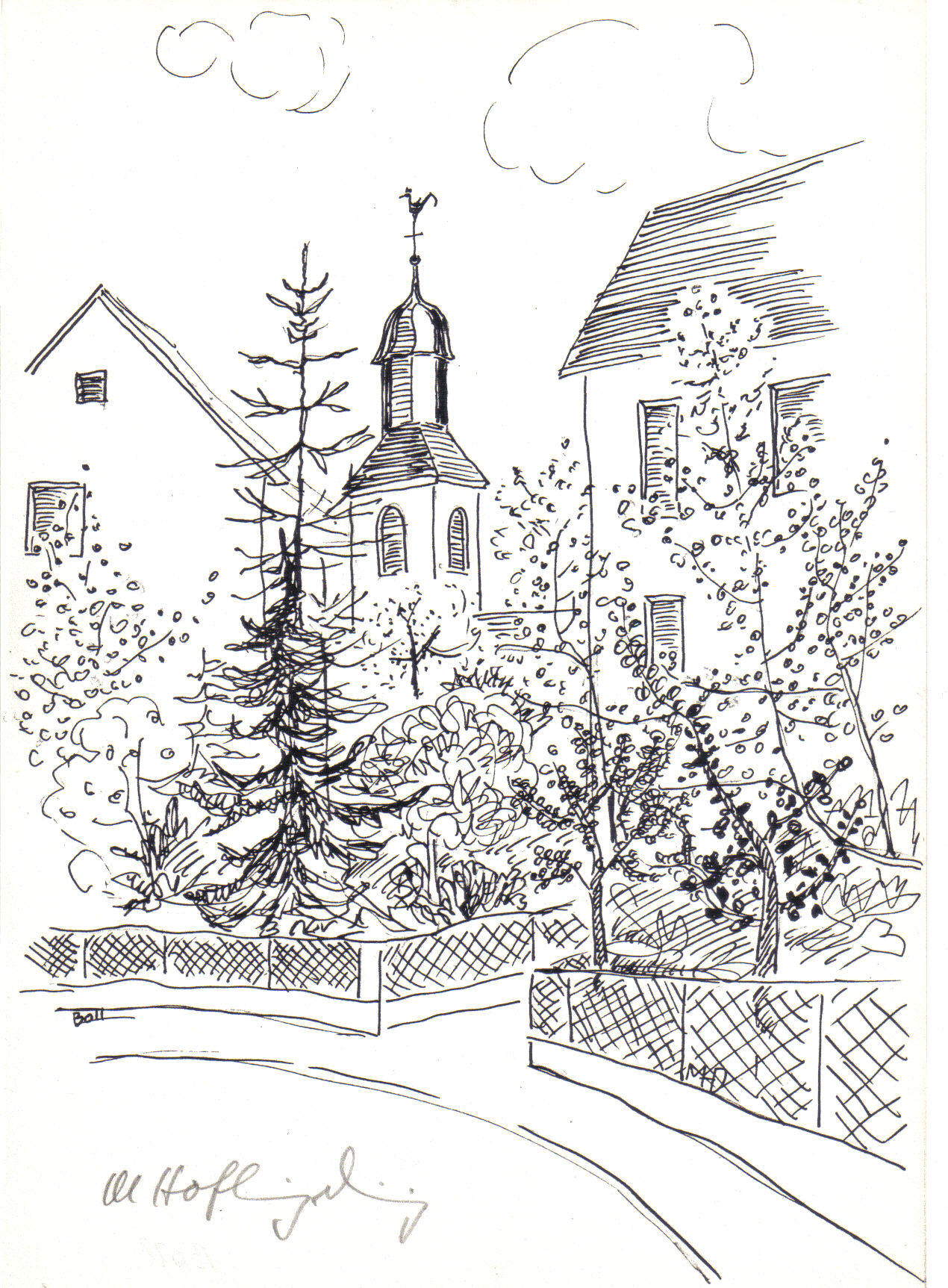
Blick auf Kirche, Zeichnung von Margret Hofheinz-Döring, 1976

### Einwohnerentwicklung

Diagramm der Einwohnerentwicklung seit 1837

Quelle: Statistisches Landesamt Baden-Württemberg für die Daten ab 1970
| Datum              | Einwohner |
| ------------------ | --------- |
| 1837               | 1461      |
| 1907               | 1364      |
| 17. Mai 1939       | 1529      |
| 13. September 1950 | 2426      |
| 27. Mai 1970       | 3692      |
| 31. Dezember 1983  | 4286      |
| 25. Mai 1987       | 4161      |
| 31. Dezember 1990  | 4803      |
| 31. Dezember 1995  | 5093      |
| 31. Dezember 2000  | 5149      |
| 31. Dezember 2005  | 5270      |
| 31. Dezember 2010  | 5205      |
| 31. Dezember 2015  | 5110      |
| 31. Dezember 2020  | 5223      |

## Politik

### Verwaltungsverband
Bad Boll ist Sitz des Gemeindeverwaltungsverbands Raum Bad Boll.

### Bürgermeister
Seit 1996 ist Hans-Rudi Bührle (parteilos bzw. FWV) der amtierende Bürgermeister, der im Oktober 2020 für eine vierte Amtszeit von acht Jahren wiedergewählt wurde.
Seine Vorgänger im Amt waren unmittelbar vor ihm von 1984 bis 1996 Klaus Pavel (CDU) sowie zuvor von 1974 bis 1983 Hans H. Pfeifer (SPD).

### Gemeinderat
Der Gemeinderat in Bad Boll besteht aus den 14 gewählten ehrenamtlichen Gemeinderäten und dem Bürgermeister als Vorsitzendem. Der Bürgermeister ist im Gemeinderat stimmberechtigt. Die Kommunalwahl am 9. Juni 2024 führte zu folgendem Ergebnis. 
| Parteien und Wählergemeinschaften | Parteien und Wählergemeinschaften           | % 2024  | Sitze 2024 | % 2019  | Sitze 2019 | Kommunalwahl 2024Wahlbeteiligung: 70,00 % %50403020100 28,35 %28,53 %43,13 % GLBFWCDUGewinne und Verlusteim Vergleich zu 2019 %p 8 6 4 2 0 −2 −4 −6 −8−10−12−14−12,89 %p+7,34 %p+5,56 %pGLBFWCDU |
| GLB                               | Grüne Liste Bad Boll                        | 28,35   | 4          | 41,24   | 6          | Kommunalwahl 2024Wahlbeteiligung: 70,00 % %50403020100 28,35 %28,53 %43,13 % GLBFWCDUGewinne und Verlusteim Vergleich zu 2019 %p 8 6 4 2 0 −2 −4 −6 −8−10−12−14−12,89 %p+7,34 %p+5,56 %pGLBFWCDU |
| UWV                               | Unabhängige Wählervereinigung               | 28,53   | 4          | 21,19   | 3          | Kommunalwahl 2024Wahlbeteiligung: 70,00 % %50403020100 28,35 %28,53 %43,13 % GLBFWCDUGewinne und Verlusteim Vergleich zu 2019 %p 8 6 4 2 0 −2 −4 −6 −8−10−12−14−12,89 %p+7,34 %p+5,56 %pGLBFWCDU |
| CDU                               | Christlich Demokratische Union Deutschlands | 43,13   | 6          | 37,57   | 5          | Kommunalwahl 2024Wahlbeteiligung: 70,00 % %50403020100 28,35 %28,53 %43,13 % GLBFWCDUGewinne und Verlusteim Vergleich zu 2019 %p 8 6 4 2 0 −2 −4 −6 −8−10−12−14−12,89 %p+7,34 %p+5,56 %pGLBFWCDU |
| gesamt                            | gesamt                                      | 100,0   | 14         | 100,0   | 14         | Kommunalwahl 2024Wahlbeteiligung: 70,00 % %50403020100 28,35 %28,53 %43,13 % GLBFWCDUGewinne und Verlusteim Vergleich zu 2019 %p 8 6 4 2 0 −2 −4 −6 −8−10−12−14−12,89 %p+7,34 %p+5,56 %pGLBFWCDU |
| Wahlbeteiligung                   | Wahlbeteiligung                             | 70,00 % | 70,00 %    | 65,83 % | 65,83 %    | Kommunalwahl 2024Wahlbeteiligung: 70,00 % %50403020100 28,35 %28,53 %43,13 % GLBFWCDUGewinne und Verlusteim Vergleich zu 2019 %p 8 6 4 2 0 −2 −4 −6 −8−10−12−14−12,89 %p+7,34 %p+5,56 %pGLBFWCDU |

### Wappen
Die Blasonierung des Gemeindewappens von Bad Boll lautet: In Grün ein mit einer liegenden schwarzen Hirschstange belegtes silbernes Brunnenbecken mit aufsteigenden silbernen Wasserstrahlen.
Der Brunnen im Ortswappen weist auf das Schwefelbad des Ortes hin. Darunter weist die Hirschstange auf die württembergische Zugehörigkeit hin. Das Wappen wurde am 25. Januar 1961 vom Innenministerium verliehen. Die Farben des Ortes sind Weiß-Grün.

### Gemeindepartnerschaft
Es besteht eine Partnerschaft mit der Stadt Herrnhut in Sachsen.

## Kultur und Sehenswürdigkeiten
Die im Ortskern befindliche evangelische Stiftskirche St. Cyriakus ist eine in reiner Form erhaltene romanische dreischiffige flachgedeckte Pfeilerbasilika aus dem 12. Jahrhundert. In ihr wurde 1902 der Komponist Max Reger mit Elsa von Bercken getraut. Unter dem Chor befindet sich eine Krypta der Vorgängerkirche. Die Kirche ist seit 1977 eine Sehenswürdigkeit an der Straße der Staufer.
Auf dem Kornberg südöstlich von Bad Boll befinden sich Geländevertiefungen, die als Wehrgräben einer früheren Bertaburg gedeutet werden, in der einst Berta von Boll ihren Witwensitz gehabt haben soll.
Während der Grabungen nach den Thermalquellen wurden auch in Bad Boll Fossilien gefunden. Diese befinden sich zum Teil in öffentlichen Gebäuden wie dem Rathaus, der Rehaklinik (Kurhaus) oder der Schule in Bad Boll. Außerhalb sind Boller Fossilien auch im Urwelt-Museum Hauff in Holzmaden und dem Museum am Löwentor in Stuttgart zu finden.
Der Tag der Deutschen Einheit ist seit dem Jahr 2000 in Bad Boll verkaufsoffen. 2005 wurde anlässlich des 850. Jubiläums der ersten Nennung des Ortes in einer Urkunde von Kaiser Friedrich I. Barbarossa dessen Tante Berta von Boll betont und das Theaterstück Frau Berta auf dem Bollen aufgeführt. Seit 2010 wird der Tag der Deutschen Einheit als Berta-Tag gefeiert. Aus diesem Anlass hat der Boller Bildhauer Alois Wild eine Berta-Säule geschaffen, die seither jedes Jahr beim Rathaus aufgestellt wird.
Vor der Stiftskirche wurde am 3. Oktober 2013 eine von Markus Wolf geschaffene Stauferstele errichtet, die an die erste urkundliche Erwähnung des Ortes in einer Urkunde von 1155 sowie an Berta von Boll erinnert.

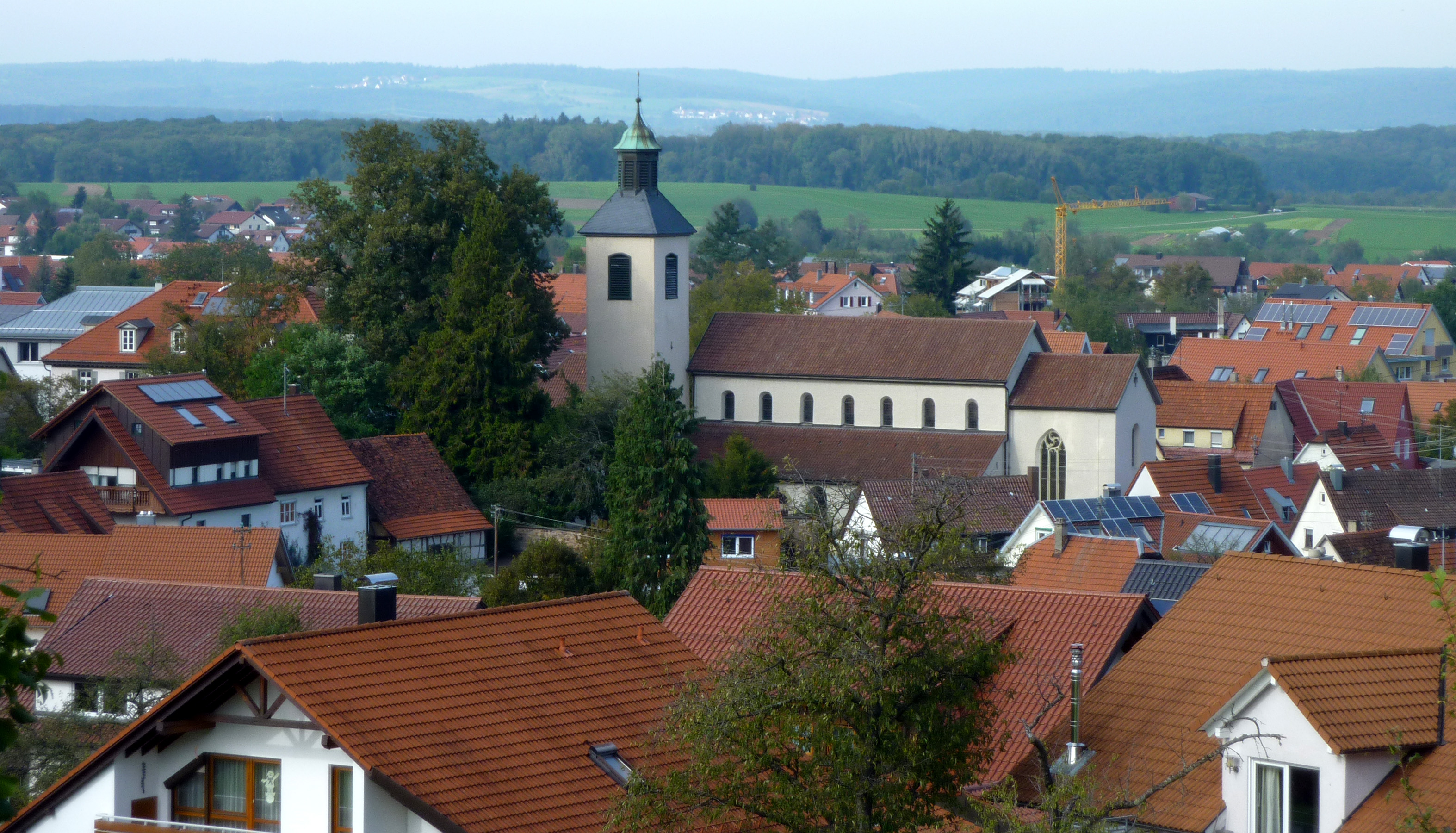
Stiftskirche St. Cyriakus von Süden
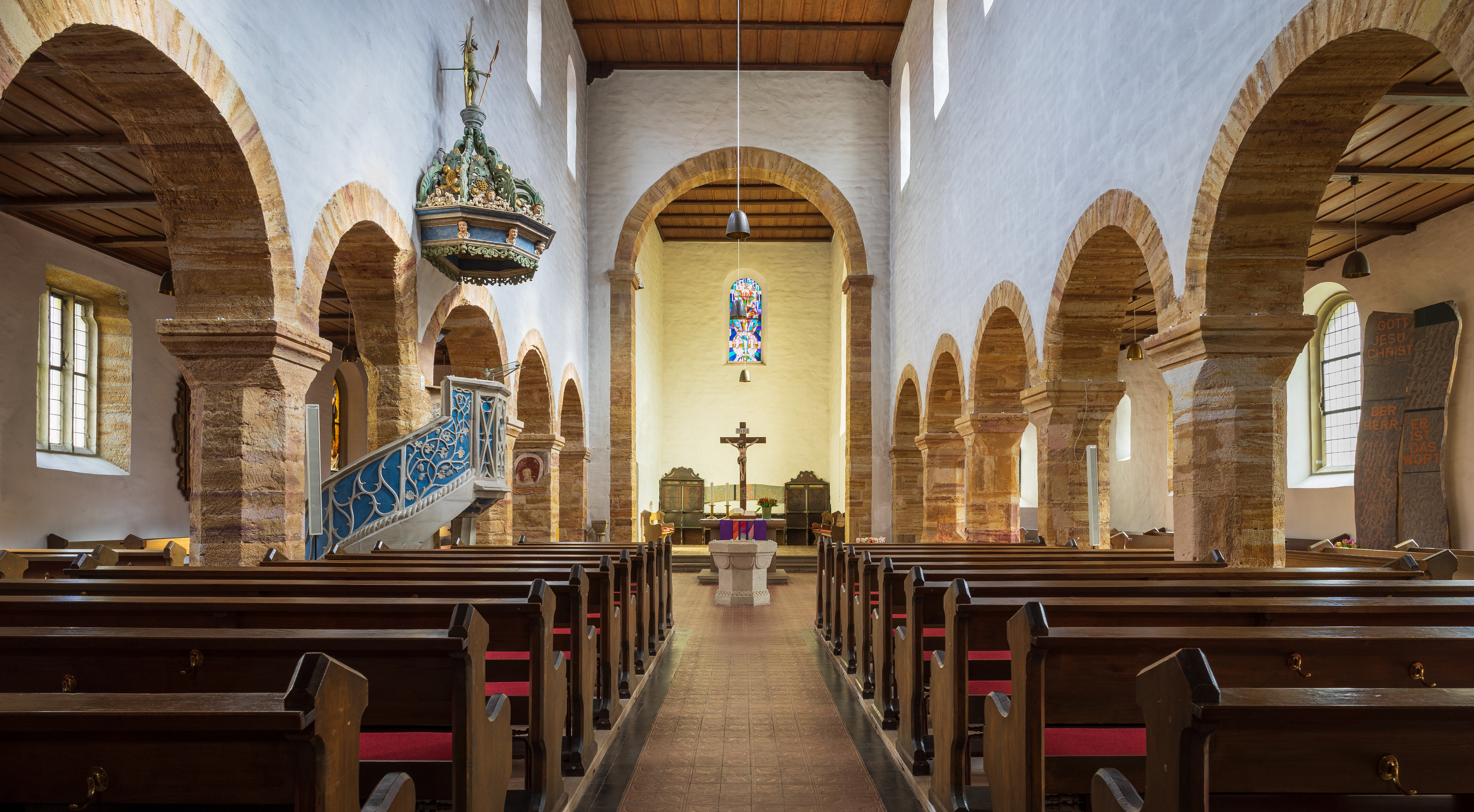
Im Innern der Stiftskirche
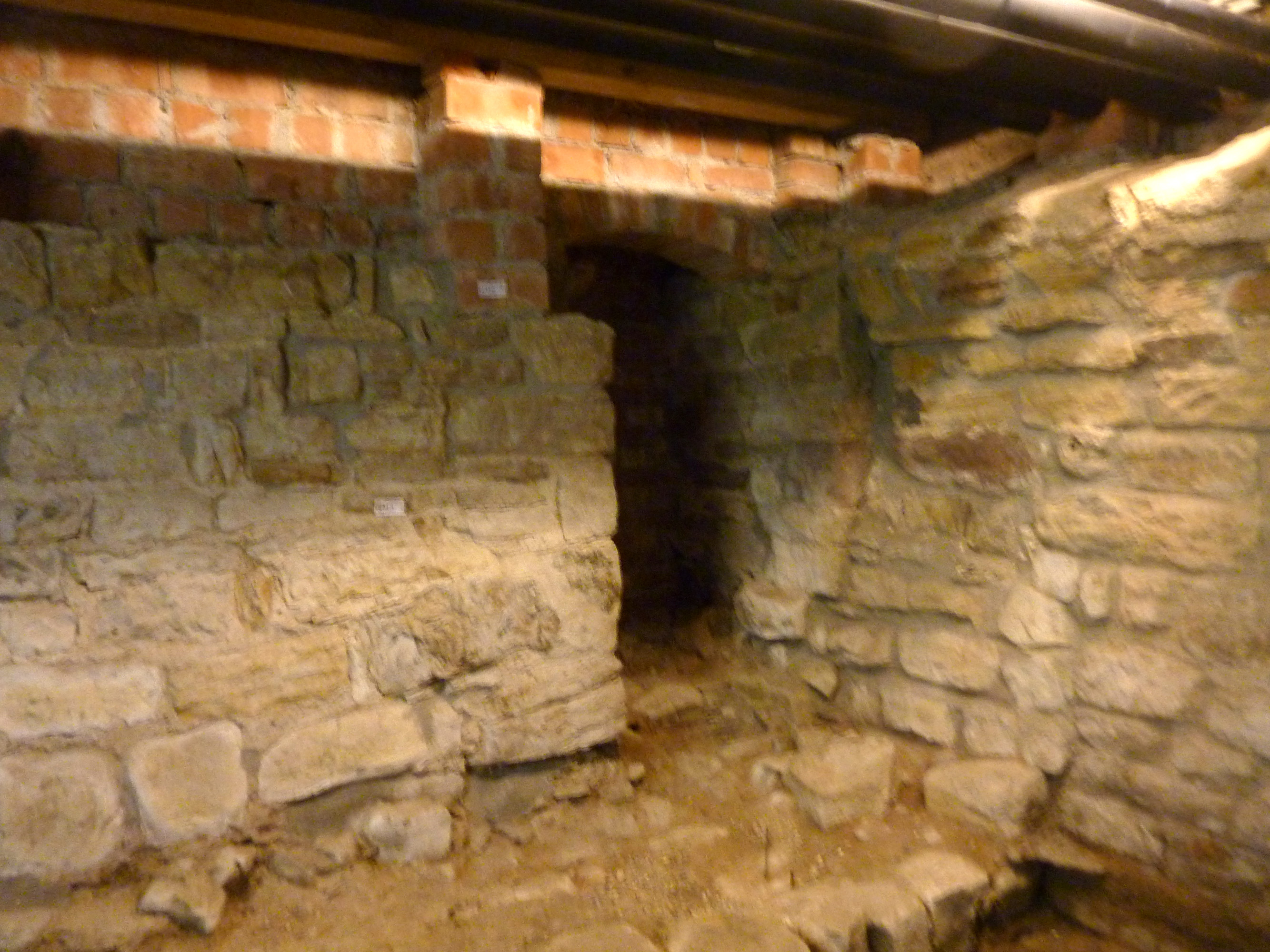
Krypta der Stiftskirche
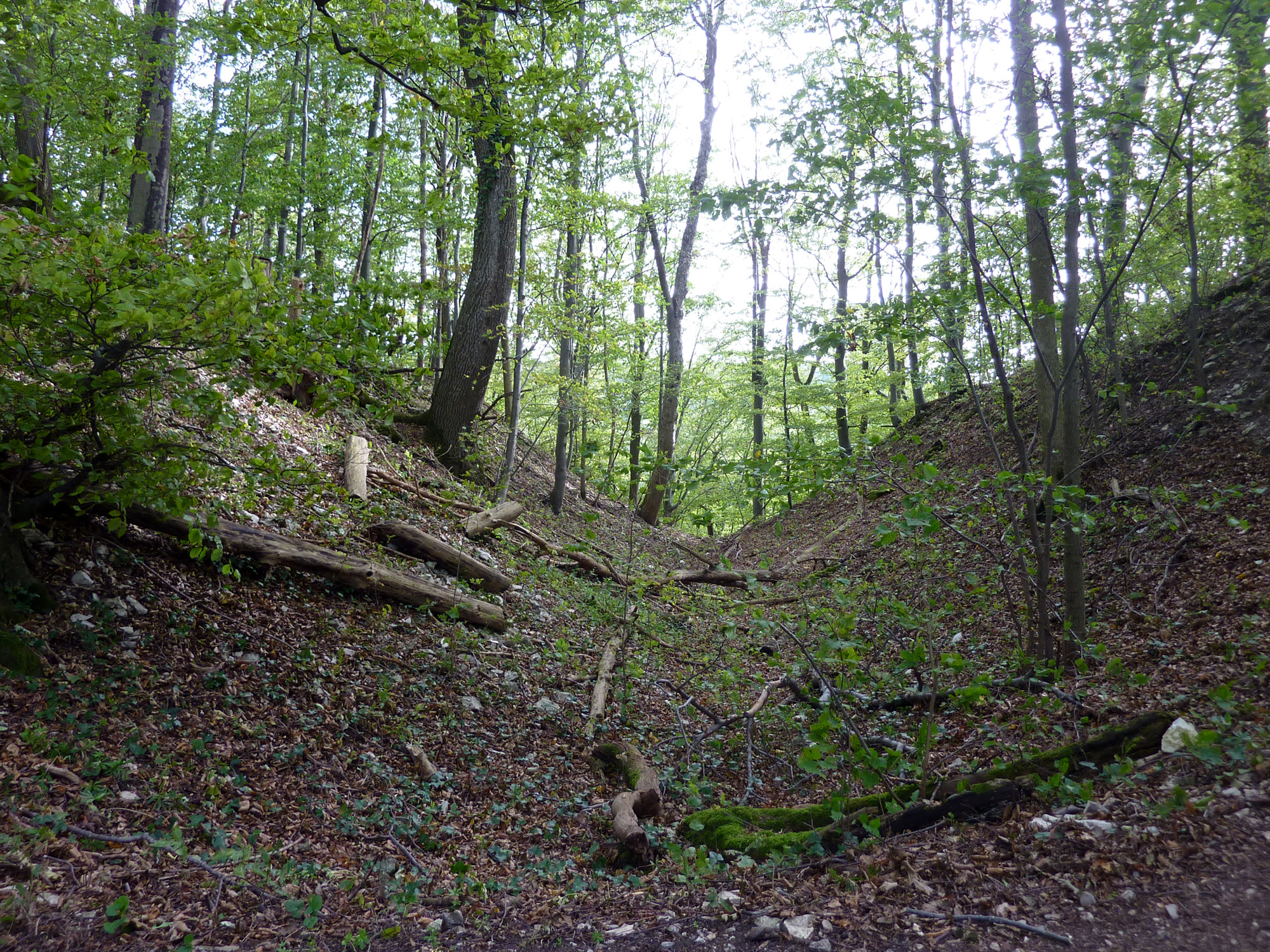
Bertaburg auf dem Kornberg
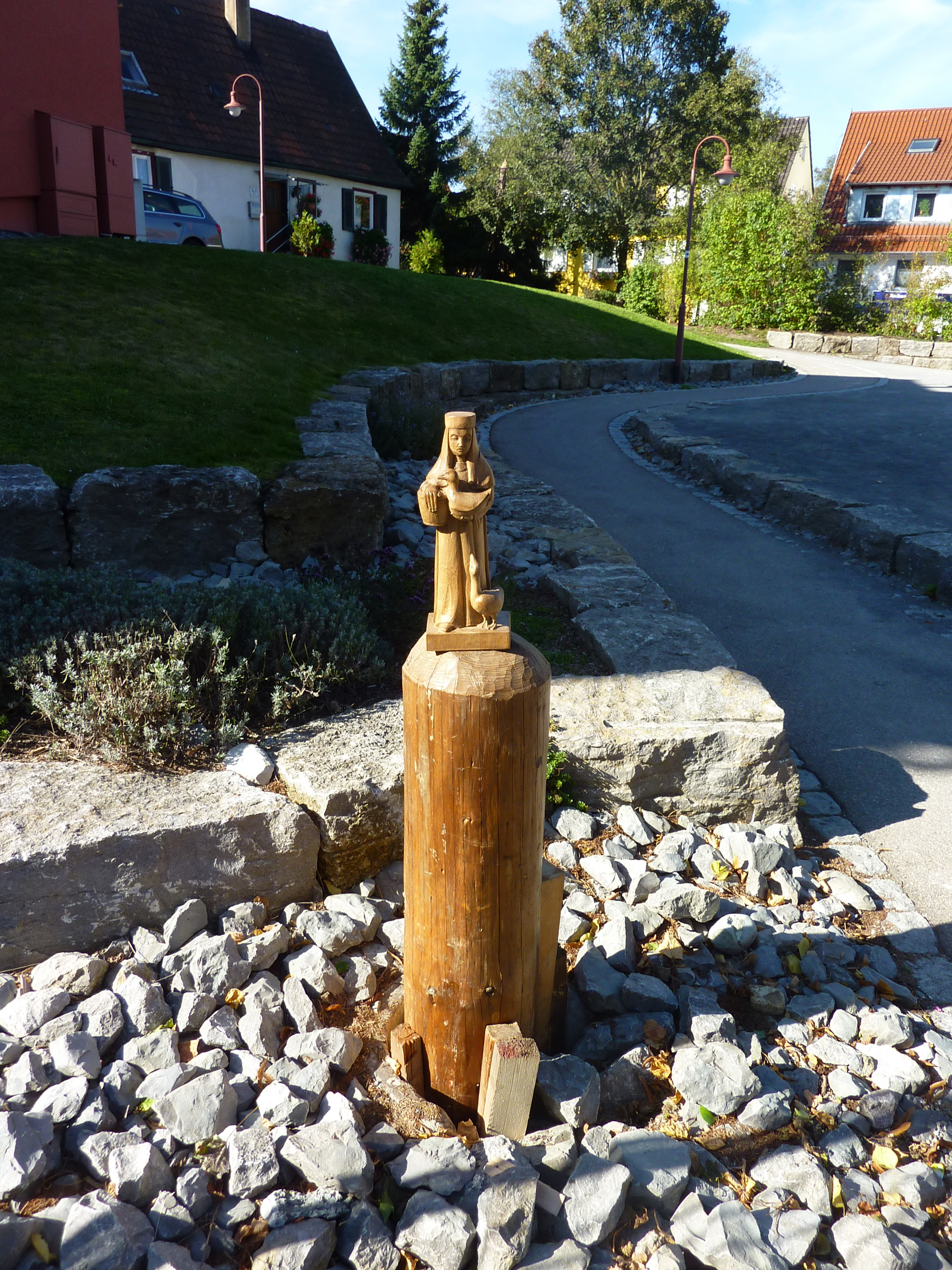
Berta-Säule von Alois Wild (2010)
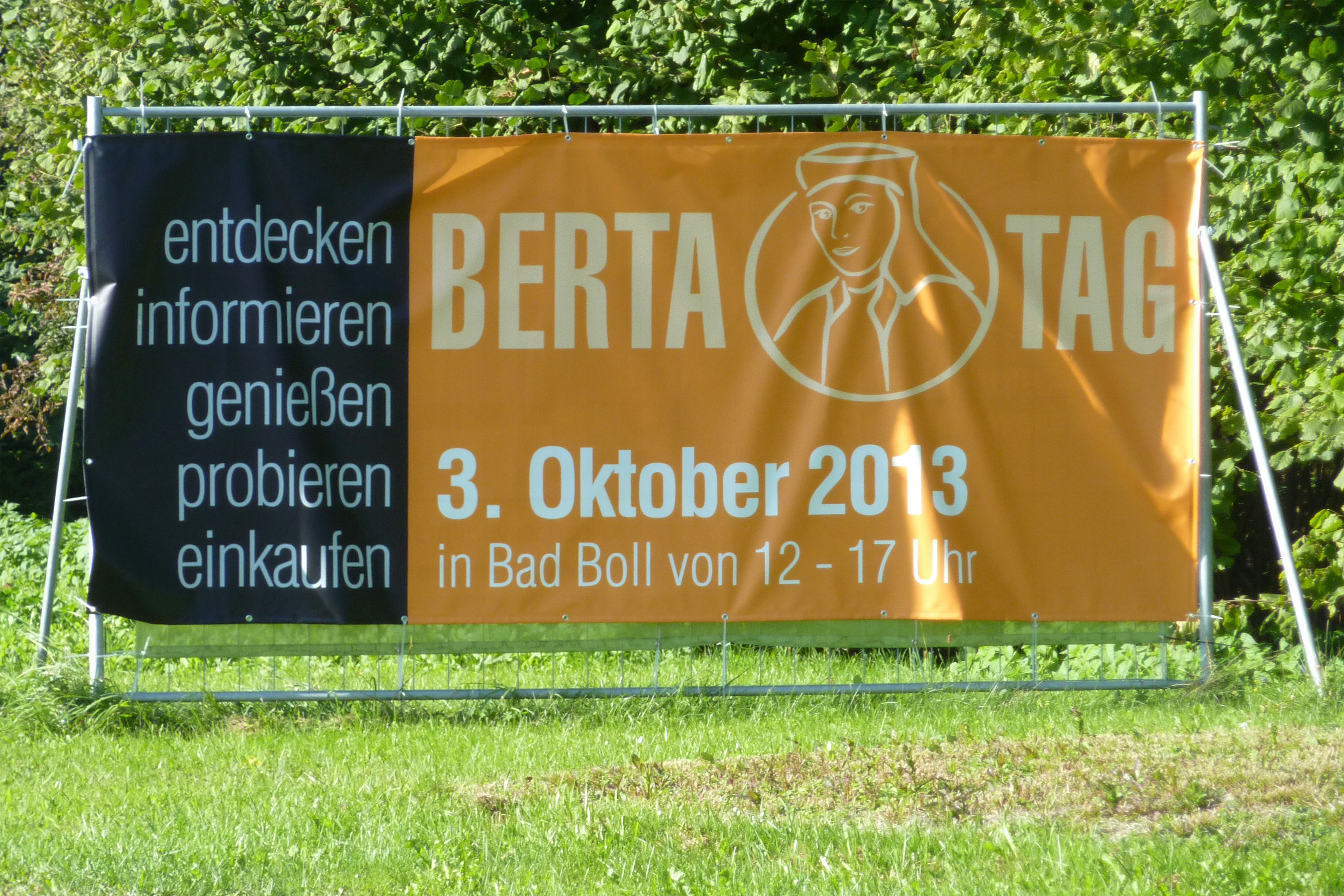
Werbebanner für den Berta-Tag (2013)
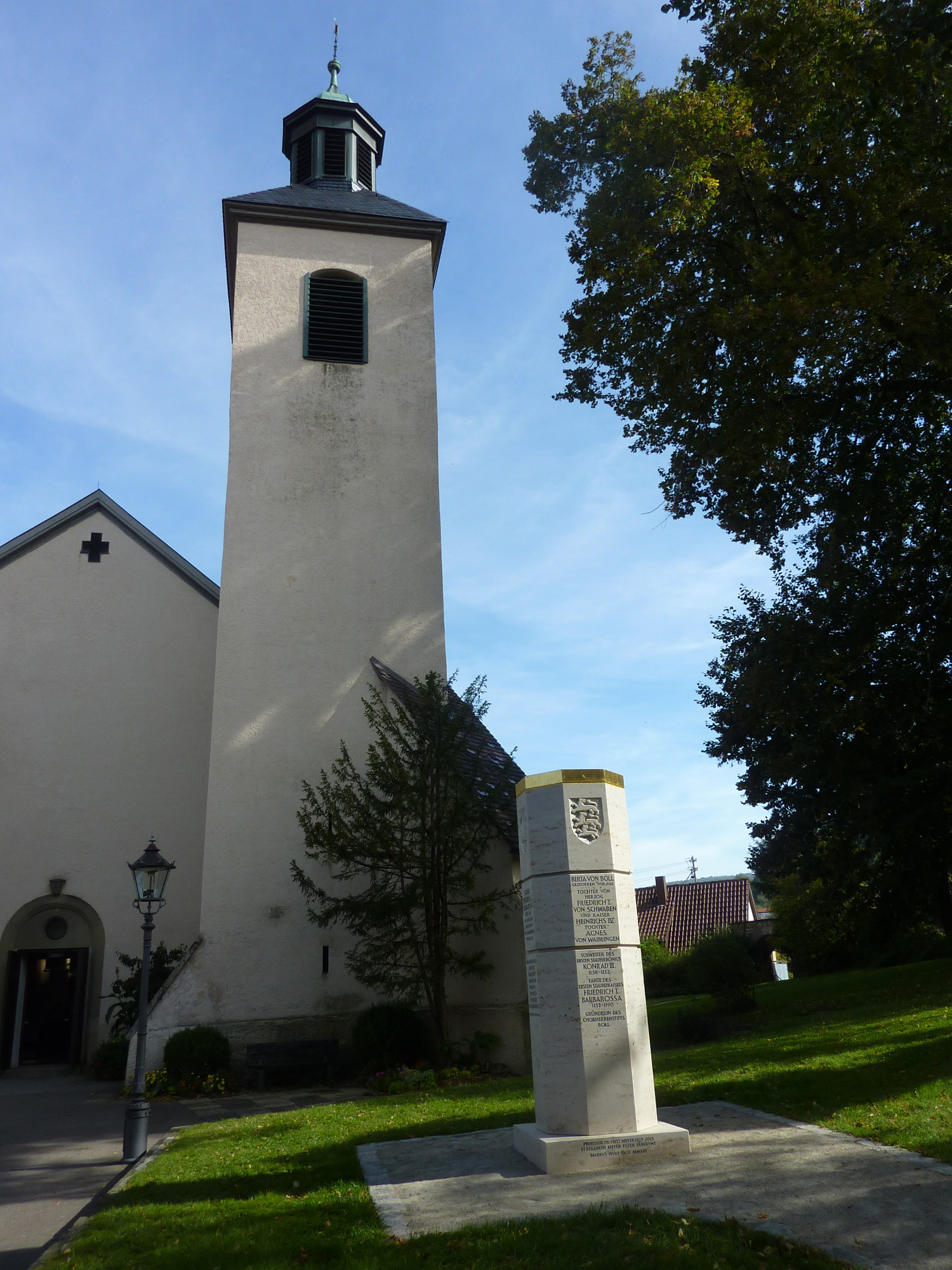
Stauferstele von Markus Wolf (2013)
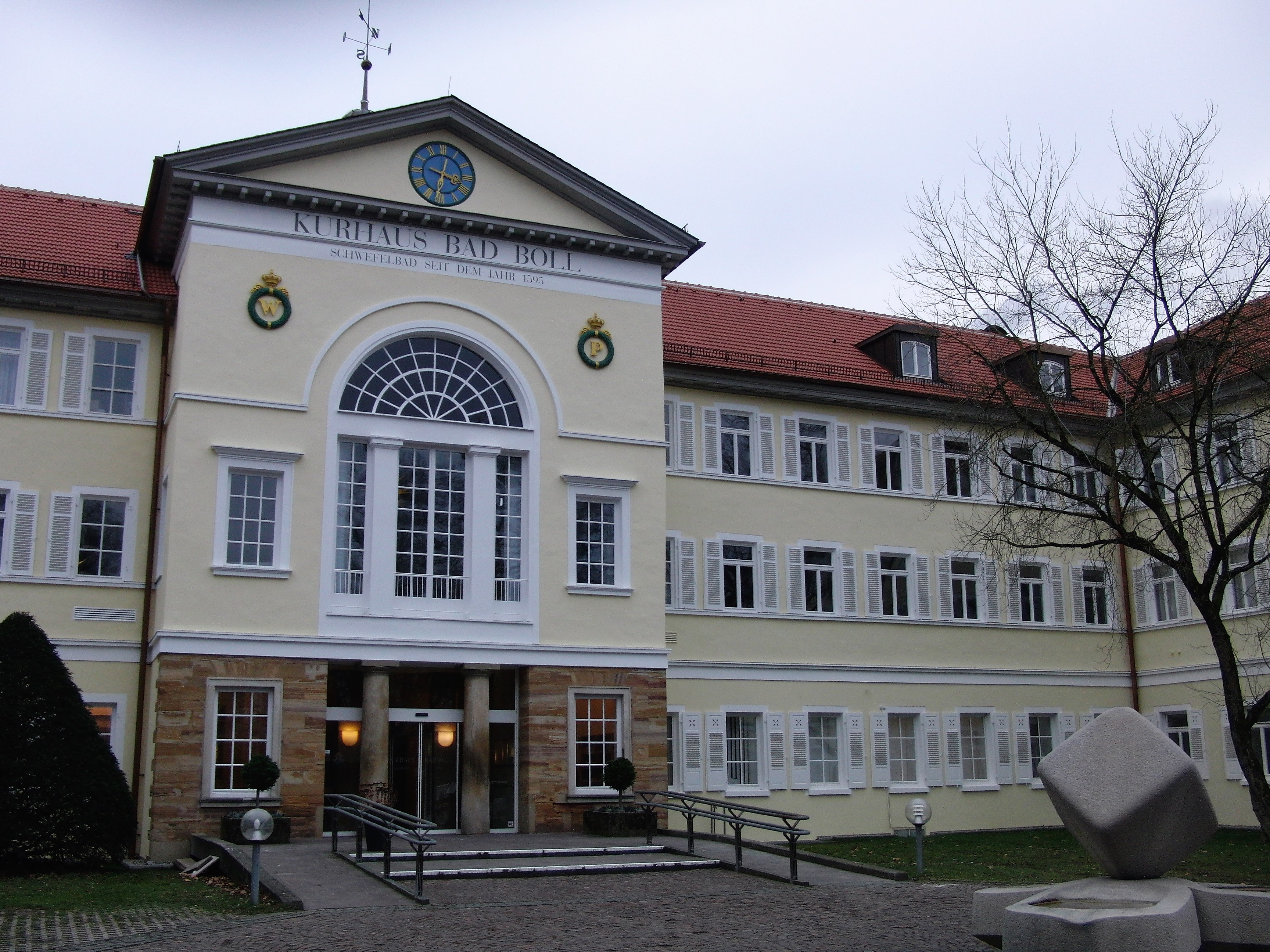
Kurhaus Bad Boll Haupteingang
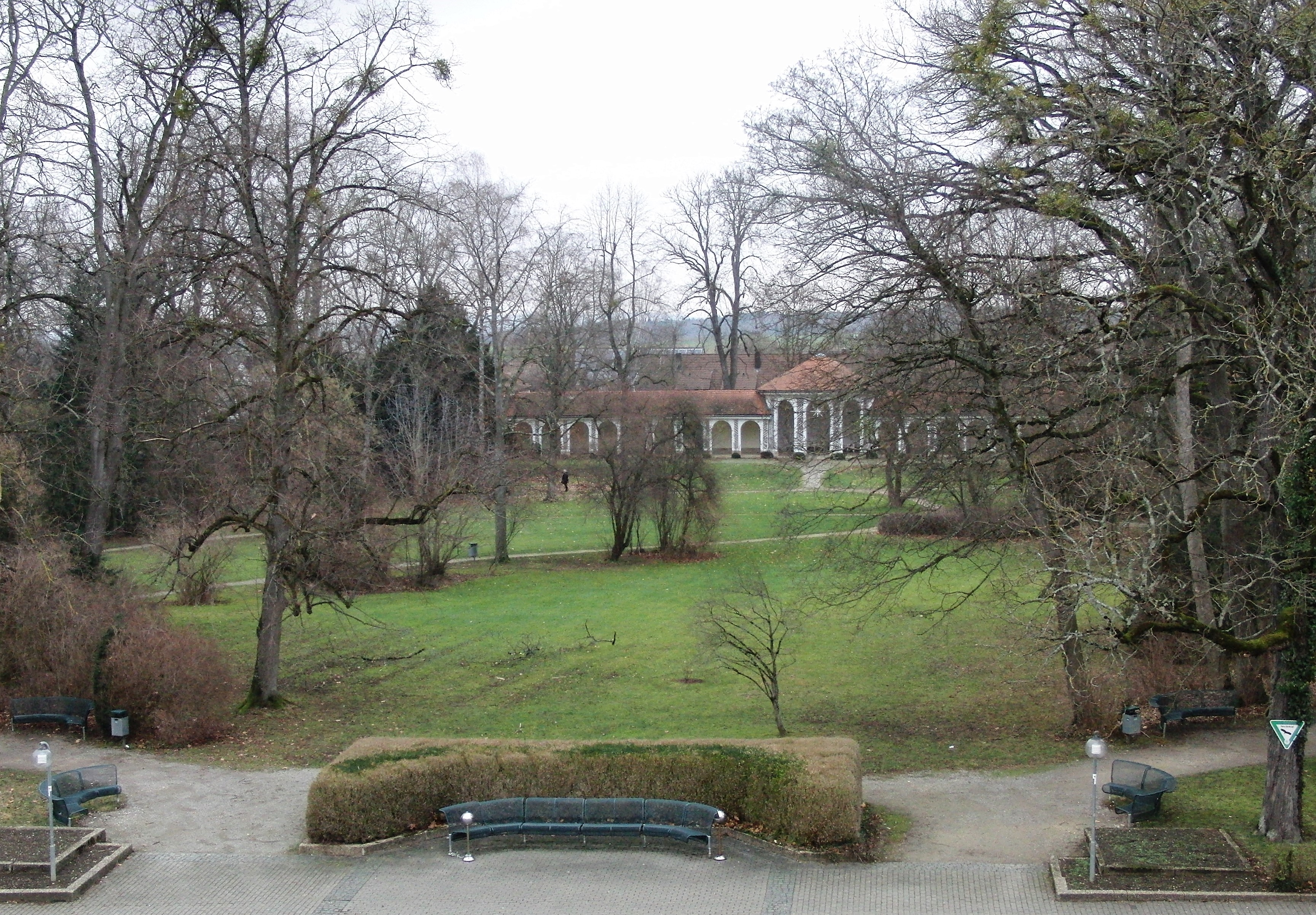
Kurpark Bad Boll (Januar 2018)

## Infrastruktur, Bauwerke und Einrichtungen
Das älteste Bauwerk ist die Stiftskirche St. Cyriakus als Pfarrkirche der evangelischen Kirchengemeinde, eine besonders gut erhaltene, im 12. Jahrhundert über mindestens zwei Vorgängerbauten errichtete dreischiffige romanische Pfeilerbasilika, deren älteste Teile aus dem 10. und 11. Jahrhundert stammen. Gefördert wurde ihr Bau, der vermutlich vom Cyriakuskloster in Wiesensteig ausging, durch Berta von Boll, der 1090 geborenen Schwester des ersten Stauferkönigs Konrad III. Sie lebte in ihren späten Jahren als Witwe im Ort. Die in ihrer architektonischen Klarheit beeindruckende Stiftskirche diente den Dorfbewohnern als Schutz- und Wehrkirche. Bemerkenswert ist manche Bildhauerarbeit wie das romanische tiefe Taufbecken, 1902 nachbearbeitet, aus der Gotik die Maßwerkfenster und die Steinkanzel am mittleren Pfeiler der Nordseite mit Rebstockrelief am Treppengeländer, und schließlich der farbig gestaltete Barock-Schalldeckel. Im Rahmen der Kirchenrenovierung 1902 erhielt die Stiftskirche von Christoph Blumhardt zwei 1889 für das Kurhaus Boll von Jakob Grünenwald entworfene Glasgemälde (Mose und Christus). Das Christusfenster im Chor wurde 1957 entfernt zugunsten der Arbeit Offenbarung des bekannten Glasmalers Hans Gottfried von Stockhausen, das Mosefenster verblieb im nördlichen Seitenschiff.
Im Ortsteil Bad Boll befindet sich die Evangelische Akademie Bad Boll, die erste ihrer Art in Deutschland, mit einem Tagungszentrum. Ein weiteres großes Tagungszentrum ist das Seminaris Hotel Bad Boll.
Weiterhin gibt es im Kurhaus eine Kur- und Rehaklinik, die die Thermalquellen nutzt. Am südlichen Ende der Gemeinde befindet sich in Hanglage ein Freibad mit drei Becken und Kinderrutsche.
Bad Boll ist neben Herrnhut und Zeist Sitz der Direktion (Kirchenleitung) der Europäisch-Festländischen Provinz der Herrnhuter Brüdergemeine.
Der Ortsteil Eckwälden ist Sitz des von Rudolf Hauschka gegründeten Kosmetik- und Arzneimittelbetriebs Wala Heilmittel sowie vieler weiterer anthroposophischer Einrichtungen.

### Religion
Neben der Kirchengemeinde der Evangelischen Landeskirche, zugehörig zum evangelischen Kirchenbezirk Göppingen, und der Katholischen Kirche gibt es in Bad Boll auch eine Herrnhuter Brüdergemeine im Kurhaus sowie Freikirchen, darunter die Evangelisch-methodistische Kirche und eine Neuapostolische Kirche.

### Bahnhof Boll
Am 30. Mai 1926 wurde der Bahnhof Boll mit einem Volksfest eröffnet. Bis Ende der 1980er Jahre war Boll Endstation der Voralbbahn, auf der stündlich Züge zum Bahnhof Göppingen und zurück fuhren. Der Betrieb wurde 1989 aus Rentabilitätsgründen eingestellt. Im ehemaligen Empfangsgebäude (48° 38′ 35,2″ N, 9° 37′ 3,7″ O), einem traufständigen zweigeschossigen Bau mit Walmdach, befindet sich heute ein Hotel. Umfangreiche Gleisanlagen, ein Güterschuppen und eine Fahrzeugwaage wurden 2011 abgerissen. Eine Interessengemeinschaft bemüht sich um die Wiederaufnahme des Verkehrs. Andere Planungen sehen eine Einbindung in eine Regionalbahn vor.

### Wasserversorgung
Die Gemeinde Bad Boll bezieht ihr Trinkwasser ausschließlich über den Zweckverband Uhinger Wasserversorgungsgruppe. Die Uhinger Wasserversorgungsgruppe wurde 1907 durch die Gemeinden Uhingen, Faurndau, Jebenhausen, Dürnau, Bezgenriet, Boll, Hattenhofen, Sparwiesen, Albershausen und Schlierbach gegründet. Das Wasser wurde zwischen Uhingen und Faurndau gefasst und dort eine Pumpstation errichtet. Heute erhält der Zweckverband sein Wasser von der Landeswasserversorgung.

### Rad- und Wanderwege
Bad Boll liegt am Schwäbische-Alb-Radweg, einem Landes-Fernradweg, der vom Bodensee nach Donauwörth über die gesamte Schwäbische Alb führt. Auch der Württemberger Tälerradweg führt durch die Gemeinde; insgesamt führt er von Crailsheim nach Ulm und weiter über Göppingen nach Schwäbisch Gmünd. Durch diese Wege ist Bad Boll 
- mit Göppingen (über dessen Stadtteile Bezgenried und Jebenhausen),
- über Dürnau und Gammelshausen mit Süßen und
- an Zell unter Aichelberg und Aichelberg vorbei mit Holzmaden verbunden.

Oberhalb des Ortes verlaufen der Albsteig (auch Schwäbische-Alb-Nordrand-Weg oder HW1), einer der beliebtesten Fernwanderwege Deutschlands, der entlang des Albtraufs von Donauwörth bis Tuttlingen führt, sowie der Alb-Crossing, ein Fernradweg geeignet für Mountainbiker oder Gravel-Biker, der in sechs Etappen die Strecke Aalen–Tuttlingen zurücklegt.

## Persönlichkeiten

### Söhne und Töchter der Gemeinde
- Theodor Niemeyer (1857–1939), Völkerrechtler
- Ernst Wall (1903–1985), Prähistoriker
- Rolf-Dieter Heuer (* 1948), Physiker
- Martin Lillich (* 1955), Jazzmusiker
- Martin Semmelrogge (* 1955), Schauspieler
- Philip Roller (* 1994), thailändischer Fußballnationalspieler

### Mit der Gemeinde in Verbindung stehen

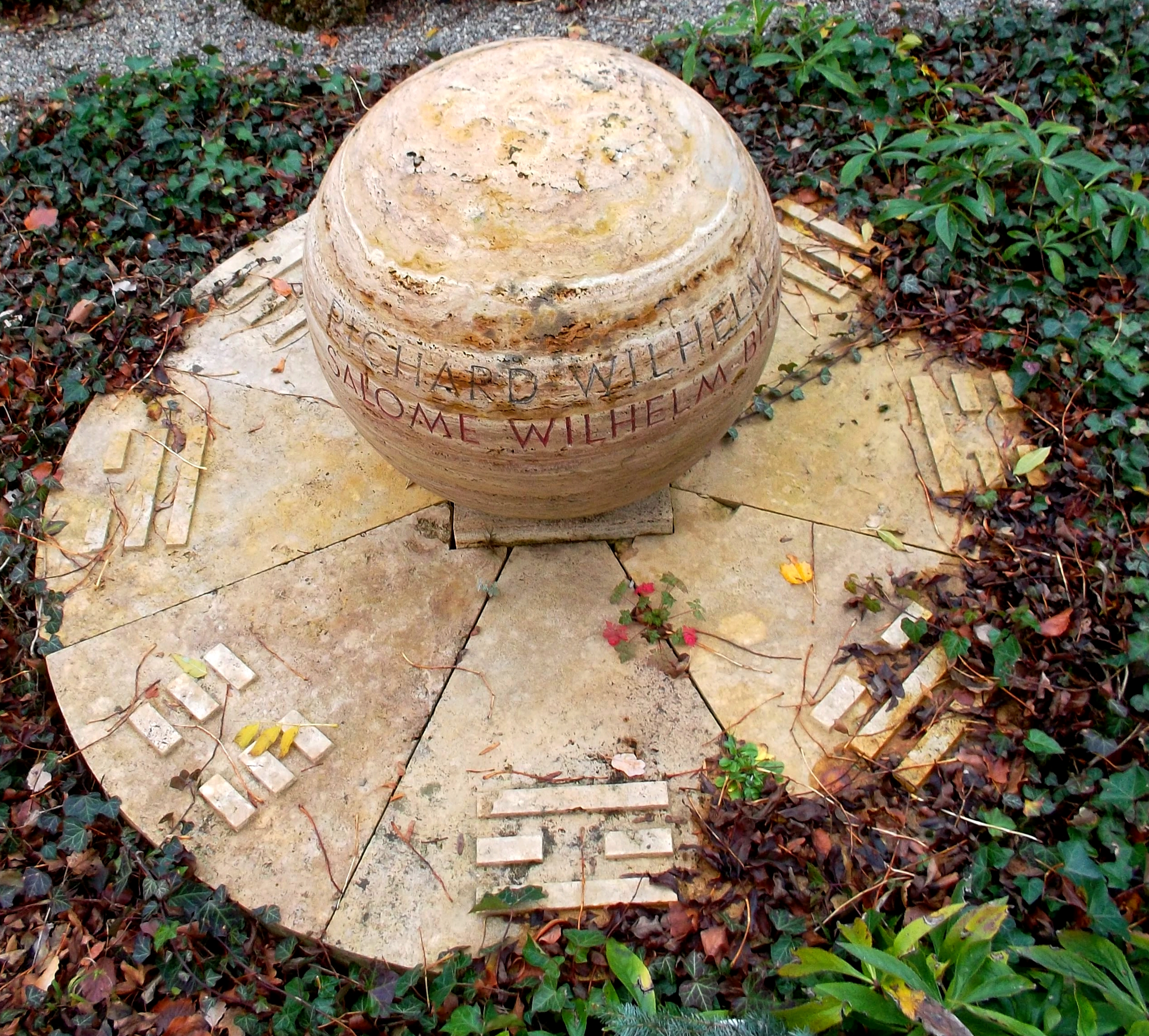
Grabstätte von Richard Wilhelm und Salome Wilhelm

- Berta von Boll (* um 1089; † um 1142), Schwester von König Konrad III., Stifterin der Boller Propstei[6]
- Johann Christoph Blumhardt (1805–1880), Theologe; wirkte im Ortsteil Boll, verstorben und beerdigt ebendort
- Christoph Friedrich Blumhardt (1842–1919), Theologe; wirkte im Ortsteil Boll, beerdigt ebendort
- Anna von Sprewitz (1847–1923), Diakonisse
- Elisabeth von Ardenne (1853–1952), Urbild der Effi Briest, Krankenpflegerin in Eckwälden
- Max Reger (1873–1916), Komponist und Dirigent; heiratet am 7. Dezember 1902 in Boll
- Oskar Graf (1873–1958), Maler; lebte seit den 1940er Jahren bis zu seinem Tod in Boll
- Rudolf Koch-Erpach (1886–1971), General der Kavallerie, starb in Boll
- Margarethe Hauschka (1896–1980), anthroposophische Ärztin, wirkte in Eckwälden und Boll
- Helmut Stellrecht (1898–1987), nationalsozialistischer Politiker und Autor, lebte ab 1960 in Boll, verstorben ebendort
- Eberhard Müller (1906–1989), Theologe; Gründungsdirektor der Evangelischen Akademie Bad Boll
- Margret Hofheinz-Döring (1910–1994), Malerin und Grafikerin; lebte zuletzt in Boll
- Bernhard Kempa (1920–2017), Handballspieler und Trainer des Frisch Auf Göppingen; lebte in Bad Boll
- Günther C. Kirchberger (1928–2010), Maler und Künstler; lebte von 1996 bis zu seinem Tod in Bad Boll
- Klaus Heider (1936–2013), Künstler; lebte und arbeitete unter anderem in Bad Boll
- Johann-Henrich Krummacher (1946–2008), evangelischer Geistlicher, Publizist und Politiker (MdB); war von 1996 bis 2005 Direktor der Evangelischen Akademie Bad Boll
- Hans H. Pfeifer (* 1948), Politiker (SPD); war von 1974 bis 1983 Bürgermeister von Boll
- Klaus Pavel (* 1953), Politiker (CDU); war von 1984 bis 1996 Bürgermeister von Boll
- Thomas Schlag (* 1965), Theologe, war von 1996 bis 1999 Vikar der evangelischen Kirchengemeinde und von 2000 bis 2004 Studienleiter an der Evangelischen Akademie Bad Boll
- Richard Wilhelm (1873–1930), evangelischer Theologe, Sinologe und I-Ging-Übersetzer